# او جیانپینگ
او جیانپینگ (انگلیسی: He Jianping؛ زادهٔ ۵ مهٔ ۱۹۶۳) بازیکن هندبال و از برندگان مدال‌های بازی‌های المپیک تابستانی  اهل چین بود.